# Nicolaas Helewout
Nicolaas Helewout (Brugge, ca. 1555 - 12 maart 1629) was een Brugs orgelbouwer en orgelist.

## Levensloop
Van 1579 tot aan zijn dood in 1633 was Helewout organist van de Sint-Donaaskathedraal in Brugge.  Zijn activiteiten als orgelbouwer concentreren zich in het Brugse.
Er is weinig over hem bekend.

## Instrumenten
Hij bouwde onder meer volgende orgels:
- in de augustijnenkerk Ten Eeckhoutte van Brugge (1624), nu in Uitkerke
- in de kerk van Watervliet,
- in de Sint-Annakerk, Brugge (1629)
- in de Sint-Jakobskerk, Brugge (1629), nu in Knokke

### Orgel Sint-Amanduskerk in Uitkerke
Dit orgel dateert uit 1624 en is het oudste nog bewaarde orgel in West-Vlaanderen. Er is geen zekerheid, maar niettemin wordt het orgel toegeschreven aan Helewout, want op dat ogenblik was hij de voornaamste orgelbouwer in Brugge.
Het orgel werd gemaakt voor de abdij van de augustijnen Ten Eeckhoutte, ter gelegenheid van de inwijding van Nicolaas II van Troostenberghe als abt. Het  kende heel wat wijzigingen door opeenvolgende orgelbouwers: in 1731 door Andries-Jacob Berger, rond 1860 door Louis-Benoît Hooghuys, begin 20ste eeuw door Jules Anneessens en in 1953 door de orgelbouwers Loncke.

### Orgel Onbevlekt Hart van Maria & Sint-Margaretha in Knokke
In 1631 werd dit orgel gebouwd voor de Sint-Jakobskerk in Brugge. Louis-Benoît Hooghuys bracht het in 1869 over naar de kerk in Knokke. Ook dit orgel onderging heel wat wijzigingen in de loop van de eeuwen. De laatste ingreep was in 1995, toen Loncke het orgel plaatste op een nieuw doksaal boven de ingang van de sacristie. De 17de-eeuwse merkwaardige orgelkast was naar Keulen verhuisd, maar werd in 1997 teruggehaald.